# Ava Moore
Ava Moore est un personnage de la série télévisée Nip/Tuck, interprété par Famke Janssen.
Elle apparaît dans les épisodes 3, 6, 7, 12, 13, 14, et 16 de la deuxième saison, dans le deuxième épisode de la troisième saison ainsi que dans les deux derniers épisodes de la sixième saison.
Elle s'impose comme un personnage fascinant, étrange et très profond. Son fils Adrian (incarné par Seth Gabel) et elle font partie d'une des plus grosses intrigues de la deuxième saison.
Au départ, elle est le simple coach de vie de Julia. C'est après l'apparition de Matt qu'elle devient un personnage important, prêt à tout pour satisfaire ses désirs avec le jeune homme. 
L'intrigue tournant autour d'elle se termine sur une révélation assez étonnante : Ava Moore est une femme trans.